# Défense opérationnelle du territoire
Pour les articles homonymes, voir DOT.
En France, la défense opérationnelle du territoire (DOT) est selon le code de la défense, la participation des armées « au maintien de la liberté et de la continuité d'action du Gouvernement, ainsi qu'à la sauvegarde des organes essentiels à la défense de la nation ».
Elle définit la mission confiée aux militaires sur le territoire français : 
- Protection des installations militaires en tout temps, et plus particulièrement des sites liés à la dissuasion nucléaire ;
- Assurer la protection du territoire national et de s'opposer à un éventuel ennemi à l'intérieur de celui-ci ;
- Organiser les opérations de résistance militaire en cas d'invasion.

La DOT est assurée par les autorités militaires, et par la Gendarmerie nationale.

## Organisation prévue durant la guerre froide
À la fin des années 1970, la défense opérationnelle du territoire dispose de onze divisions de réserve et les quatre divisions d'infanterie « école » comptant trois régiments d'infanterie par grande unité.
En 1984, la réforme dissout les onze divisions de réserve, tandis que deux divisions d'infanterie « école » se transforment en divisions légères blindées « école » et qu'une autre est dissoute. Il ne reste donc plus que la 152ème division d'infanterie chargée de la protection du plateau d'Albion.
Il est mis sur pied en remplacement de ses unités sept brigades de zone regroupant une partie des moyens des divisions de réserve dissoutes. Ces brigades de zone agissent au niveau zone de défense.
Pour ce qui est de la division militaire territoriale, il est décidé la création de vingt-trois régiments interarmes divisionnaires (RIAD). Ces régiments sont des unités d'intervention agissant dans une zone bien définie, soit la région économique, la 55ème division militaire territoriale (région Corse) dispose de deux régiments.
Ces vingt-trois unités interarmes, à l'effectif oscillant entre 1 200 et 1 400 hommes sont dotées de 9 automitrailleuses légères (6 AML-60 et 3 AML-90) sauf les régiments en Corse n'en disposant pas. 
En 1989, elle comprend outre les sept brigades de zone et les vingt-trois régiments interarmes divisionnaires  de nombreuses unités de garde de points sensibles. Ses moyens blindés sont de 216 automitrailleuses AML 60 et 219 AML 90 soit 435 engins au total. L'armement et le matériel ne sont pas alors récents, mortiers de 81 et 120 mm, canons sans recul de 106 mm, radio AN/PRC-10 (en) et TRPP 8.